# Амврий
А́мврий (др.-евр. ‬и ивр. עָמְרִי‎ Омри́; аккад. 𒄷𒌝𒊑𒄿 Кхумри́; др.-греч. Αμβρι А́мбри) — 6-й царь Израиля, правивший 12 лет (3Цар. 16:23). Основатель новой столицы Самарии и династии Омридов. Имел сына Ахава и дочь Гофолию.

## Биография
Согласно Книге Царств, Амврий был военачальником царя Элы и командовал войском в походе против филистимского города Гавафана. Когда Эла погиб в результате заговора, организованного израильским военачальником Зимри, солдаты, возмутившись цареубийством, провозгласили царём Амврия. Амврий повёл своё войско на столицу Израиля, Фирцу (Тирца), и осадил её, но не смог захватить Зимри живым, потому что после падения города тот сжёг себя вместе с царским дворцом. Между тем, половина народа встала на сторону другого претендента на престол — Фамния, сына Гонафова (Тибни бен Гинат). Однако после длительной и тяжёлой борьбы партия Амврия одержала верх, и борьба за власть завершилась смертью его соперника.
Первые шесть лет Амврий проживал в Фирце (3Цар. 16:23); затем он приобрёл в Эфраимских горах холм, или гору Семерон (3Цар. 16:24), на котором он построил город Самарию (Шомрон), названный так по имени бывшего владельца земли, Шемера (Самира), и сделал его столицей своего царства. Самария осталась столицей и политическим центром Израильского царства до самых последних его дней.
Амврий понял, что соперничество между царствами Иудеи и Израиля вредит мощи и престижу обоих государств. Поэтому он предложил царю Иудеи Асе заключить мир, что в конце концов и было сделано, и между обоими царствами установились обоюдная дружба и уважение, закреплённые женитьбой сына Асы Иосафата на дочери Амврия.
Сложнейшим политическим вопросом для Амврия были его отношения с Арамом (Сирией), мощным северным соседом. Чтобы умиротворить Арам, он вынужден был уступать ему земли и города. В то же время он изгнал филистимлян из пограничных городов, временно занятых ими, и подчинил себе народ Моава, заставив его платить дань Израилю.
Одним из наиболее важных политических достижений Амврия было заново установленные хорошие отношения с Сидоном, страной финикийцев, дружба с которыми способствовала некогда увеличению богатства и мощи царя Давида и царя Соломона. Здесь Амврий тоже закрепил политический союз женитьбой. Его сын Ахав женился на Иезавели, дочери царя Тира и Сидона Итобаала I. Однако тесный союз между двумя странами оказал очень плохое влияние на религиозную и культурную жизнь Израиля. Как и все другие цари царства Израиля, начиная с Иеровоама, он «не пошёл по путям Божьим». Под всё возраставшим влиянием финикийцев вырождение царского дома Амврия прогрессировало и достигло своего апогея под правлением его сына Ахава и царицы Иезавели.
Царствование Амврия продолжалось двенадцать лет. Годы царствования Амврия можно считать временем далеко идущих политических достижений, следствием которых было значительное упрочение царства Израильского, однако оно закрепило идолопоклонство.
Амврий был похоронен в городе Самария. Ему наследовал его сын Ахав.

## Археологические находки

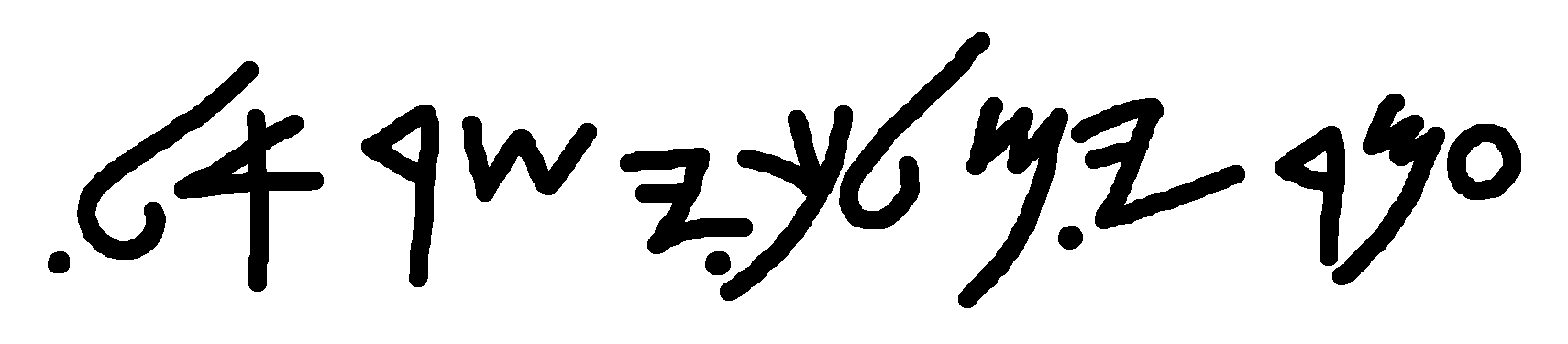
«Омри царь Израиля» — текст со стелы Меша

Амврий вместе со своим сыном упоминаются как цари Израиля на стеле Меша, подробно описывающей взаимодействие царства Моав с окружающими странами.
Ассирийский чёрный обелиск Салманасара III включает изображение царя Иегу (Ииуя) «Бет-Хумри» («из дома Амврия» или «сын Амврия»).

## Галерея

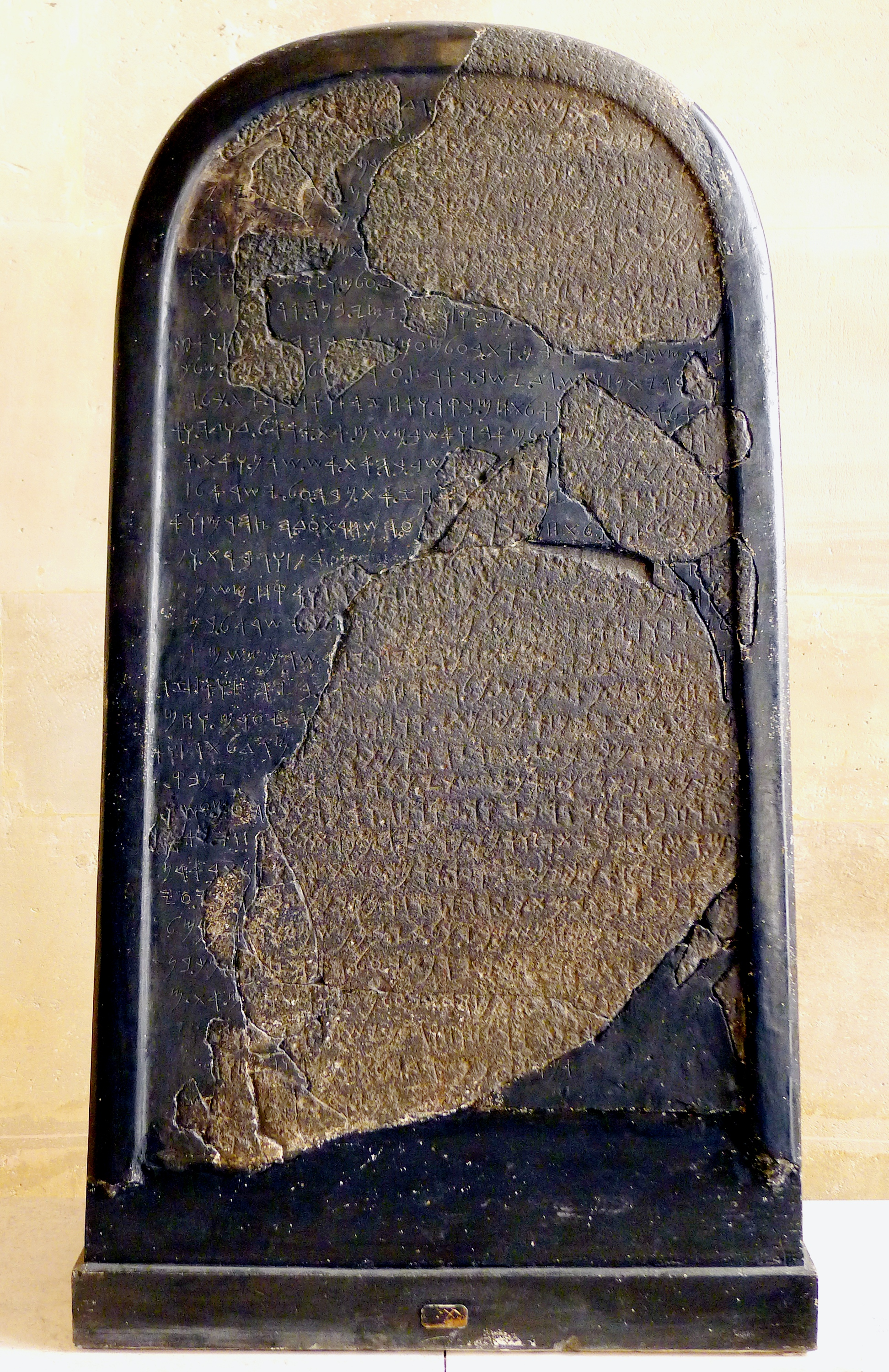
Стела Меша
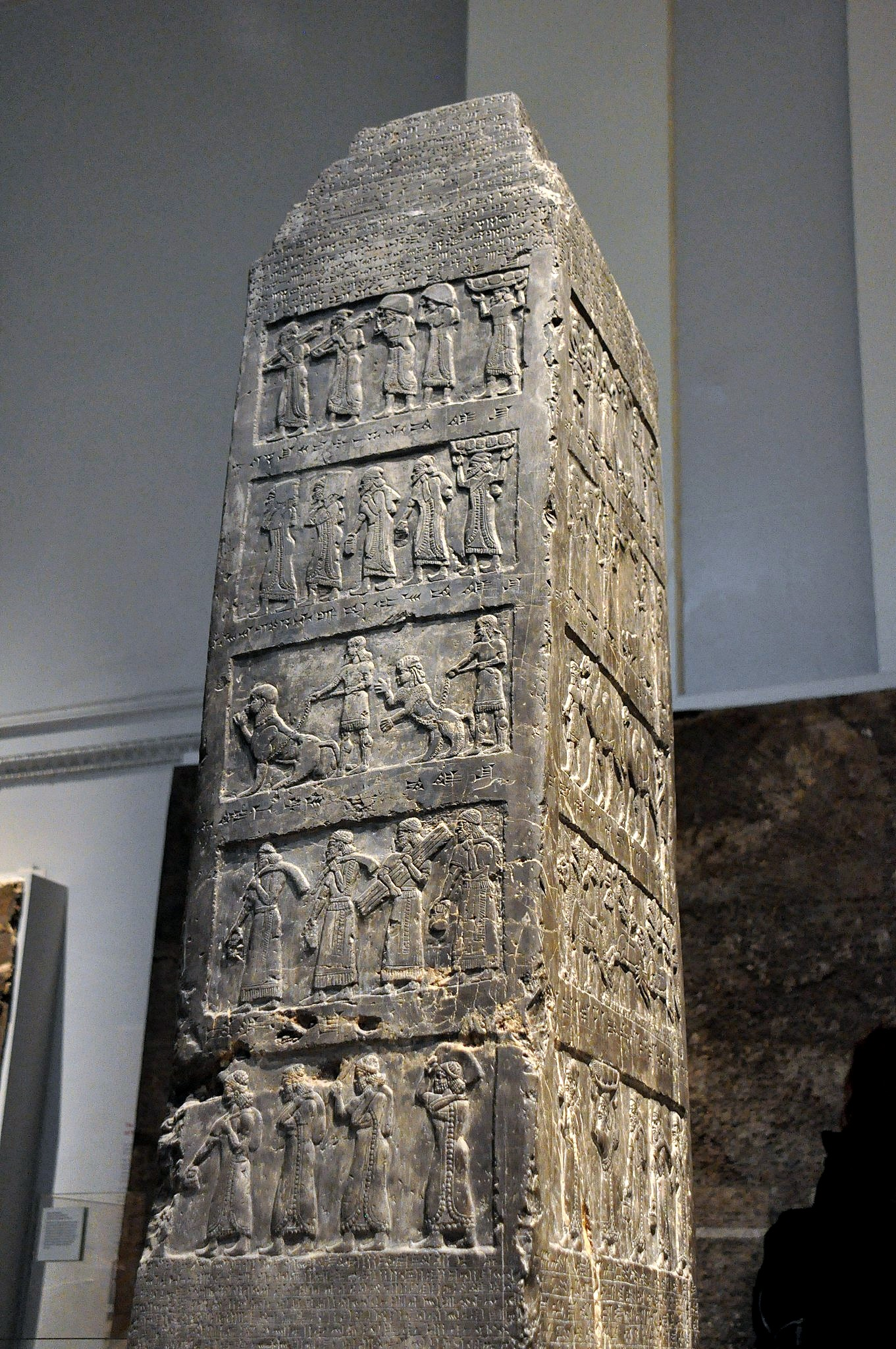
Чёрный обелиск Салманасара III
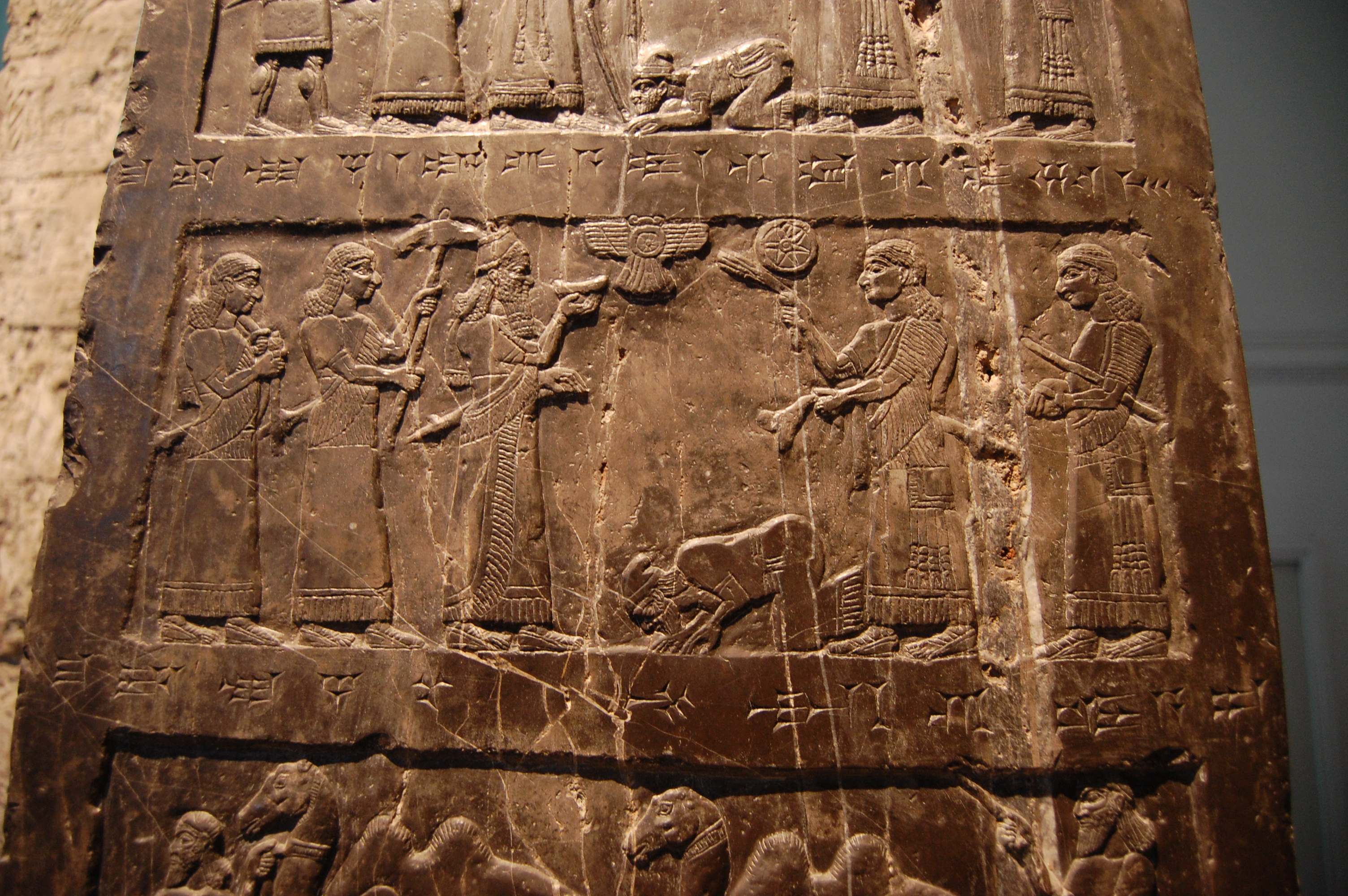
В сцене на Чёрном обелиске израильский царь Ииуй кланяется Салманасару III